# Descendants (banda sonora)
Descendientes (Original TV Movie Soundtrack) es la banda sonora de la película del mismo nombre, lanzada el 31 de julio de 2015 por Walt Disney Records. La banda sonora alcanzó el puesto número 1 en Estados Unidos en Billboard 200, número uno en Top Digital Albums y encabezó los Top Soundtracks.

## Historia del álbum
Inicialmente, la película no se concibió como un musical. No fue hasta que el director/coreógrafo Kenny Ortega llegó a bordo que las canciones se añadieron. La película contiene siete números musicales, además de una canción de Shawn Mendes durante los créditos finales, que fue lanzado como sencillo. Además, la banda sonora incluye cuatro pistas extra, así como una suite de la orquesta de David Lawrence. No se incluye en la banda sonora la interpretación de "Laudamus te" de Antonio Vivaldi, que fue oída en la ceremonia de coronación del príncipe Ben Y la obertura de la suite orquestal compuesta por George Handel, que se oye en la entrada del templo.

## Rendimiento comercial
La banda sonora debutó en el número 1 del Billboard 200 con 42.000 unidades en su primera semana de lanzamiento. Es el menor total semanal para un álbum número 1 desde que la carta comenzó a clasificar los álbumes por unidades equivalentes en diciembre de 2014. También destronó a la cantante de R&B Jill Scott Woman que debutó en el n.º 1, con solo 30.000 unidades vendidas después. Es la primera película original de Disney Channel desde High School Musical 2 para tener una banda sonora hit No. 1 en el Billboard 200. "Good Is the New Bad" apareció en Descendants: Wicked World.

## Sencillos
«If Only», interpretada por Dove Cameron, fue lanzado como sencillo el 31 de julio de 2015. La canción fue escrita por Adam Anders, Nikki Hassman y Peer Astrom. Debutó en el número 99 en el Billboard Hot 100 y alcanzó un máximo de 94. La segunda versión de «Rotten to the Core», (escrito por Shelly Peiken, Joacim Persson y Johann Alkenas,) y realizada por Sofia Carson fue lanzada como segundo sencillo el 18 de diciembre. La decisión de lanzar la canción fue hecha para promover la serie animada por computadora Descendants: Wicked World, que la versión de Carson es el tema de la abertura. La canción no entró en el Billboard Hot 100, pero alcanzó la posición número 5 en el Bubbling Under Hot 100 Singles.

### Sencillos promocionales
"Believe", interpretada por Shawn Mendes, fue lanzado como sencillo promocional el 26 de junio de 2015. La canción recibió una nominación para Choice Music: Song from a Movie en los Teen Choice Awards 2015.

### Otras canciones listadas
La versión original de "Rotten to the Core", interpretada por Dove Cameron, Cameron Boyce, Booboo Stewart y Sofia Carson, debutó en el número 38 en el Billboard Hot 100. "Did I Mention", interpretada por Jeff Lewis, alcanzó el número 2 en el Billboard Bubbling Under Hot 100 Singles. "Evil Like Me", interpretada por Kristin Chenoweth y Dove Cameron, debutó en el número 14 y alcanzó el número 12 en el Billboard Bubbling Under Hot 100 Singles. "Set it Off", interpretado por Dove Cameron, Sofia Carson, Cameron Boyce, Booboo Stewart, Mitchell Hope, Sarah Jeffery y Jeff Lewis, debutó en número 17 y alcanzó el número 11 en el "Billboard" Bubbling Under Hot 100 Singles.

## Premios y nominaciones
| Año  | Premio             | Categoría            | Nominación                | Resultado | Ref.   |
| ---- | ------------------ | -------------------- | ------------------------- | --------- | ------ |
| 2015 | Teen Choice Awards | Choice Movie TV Song | "Believe" de Shawn Mendes | Nominado  | [ 11 ] |

## Lista de canciones
| N.º | Título                                                 | Escritor(es)                                                          | Artista(s)                                              | Duración |  |
| 1.  | «Rotten to the Core»                                   | Joacim Persson Shelly Peiken Johann Alkenas                           | Dove Cameron Cameron Boyce Booboo Stewart Sofia Carson  | 2:42     |  |
| 2.  | «Evil Like Me»                                         | Andrew Lippa                                                          | Kristin Chenoweth Cameron                               | 3:44     |  |
| 3.  | «Did I Mention»                                        | Adam Schlesinger                                                      | Mitchell Hope Jeff Lewis                                | 2:33     |  |
| 4.  | «If Only»                                              | Adam Anders Nikki Hassman Peer Astrom                                 | Cameron                                                 | 3:49     |  |
| 5.  | «If Only (Reprise)»                                    | Alan Menken Howard Ashman                                             | Cameron                                                 | 0:41     |  |
| 6.  | «Be Our Guest»                                         | Anders Hassman Astrom                                                 | Mitchell Hope Spencer Lee Karla Balch Marco Marinangeli | 1:55     |  |
| 7.  | «Set It Off»                                           | Sam Hollander Josh Edmondson Grand Michaels Craig Lashley Charity Daw | Cameron Carson Boyce Stewart Hope Sarah Jeffery Lewis   | 2:54     |  |
| 8.  | «Believe»                                              | Shawn Mendes Geoffrey Warburton Glen Scott Martin Terefere            | Shawn Mendes                                            | 3:28     |  |
| 9.  | «Rotten to the Core» (Versión del sencillo)            | Persson Peiken Alkenas                                                | Sofia Carson                                            | 2:54     |  |
| 10. | «Night Is Young» (de "Descendants: Wicked World")      | Augie Ray Jintae Ko Lindy Robbins                                     | China Anne McClain                                      | 3:02     |  |
| 11. | «Good Is the New Bad» (de "Descendants: Wicked World") |                                                                       | Cameron Carson McClain                                  | 2:34     |  |
| 12. | «I'm Your Girl» (de "Descendants: Wicked World")       | Dustin Burnett Stephanie Lewis Paula Winger                           | Felicia Barton                                          | 2:38     |  |
| 13. | «Descendants Score Suite»                              | David Lawrence                                                        | David Lawrence                                          | 6:49     |  |

## Rendimiento en listas
| Chart (2015)                       | Mejor posición |   |
| ---------------------------------- | -------------- | - |
| Australia (ARIA)                   | 57             |   |
| Bélgica (Ultratop flamenca)        | 179            |   |
| Bélgica (Ultratop valona)          | 177            |   |
| Países Bajos (Album Top 100)       | 50             |   |
| Francia (SNEP)                     | 102            |   |
| Italia (FIMI)                      | 19             |   |
| España (PROMUSICAE)                | 36             |   |
| Estados Unidos (Billboard 200)     | 1              | 1 |
| Estados Unidos (Soundtrack Albums) | 1              |   |